# Computer Games Magazine
„Computer Games Magazine” (do 2000 pod nazwami „Games International” oraz „Computer Games Strategy Plus”) – amerykański miesięcznik o grach komputerowych, istniejący w latach 1988–2007. Poświęcony był przede wszystkim grom przeznaczonym na komputery osobiste. Jako pismo został zamknięty w 2007 roku przez wydawcę TheGlobe.com, jednak od 2006 roku działa także w wersji internetowej.